# Lamborghini Essenza SCV12
El Lamborghini Essenza SCV12 es un automóvil superdeportivo de uso exclusivamente para la pista, producido por el fabricante italiano Lamborghini bajo su división de carreras Squadra Corse. Fue presentado el 29 de julio de 2020, siendo el más potente y el último coche puramente de aspiración natural construido por la marca.

## Especificaciones

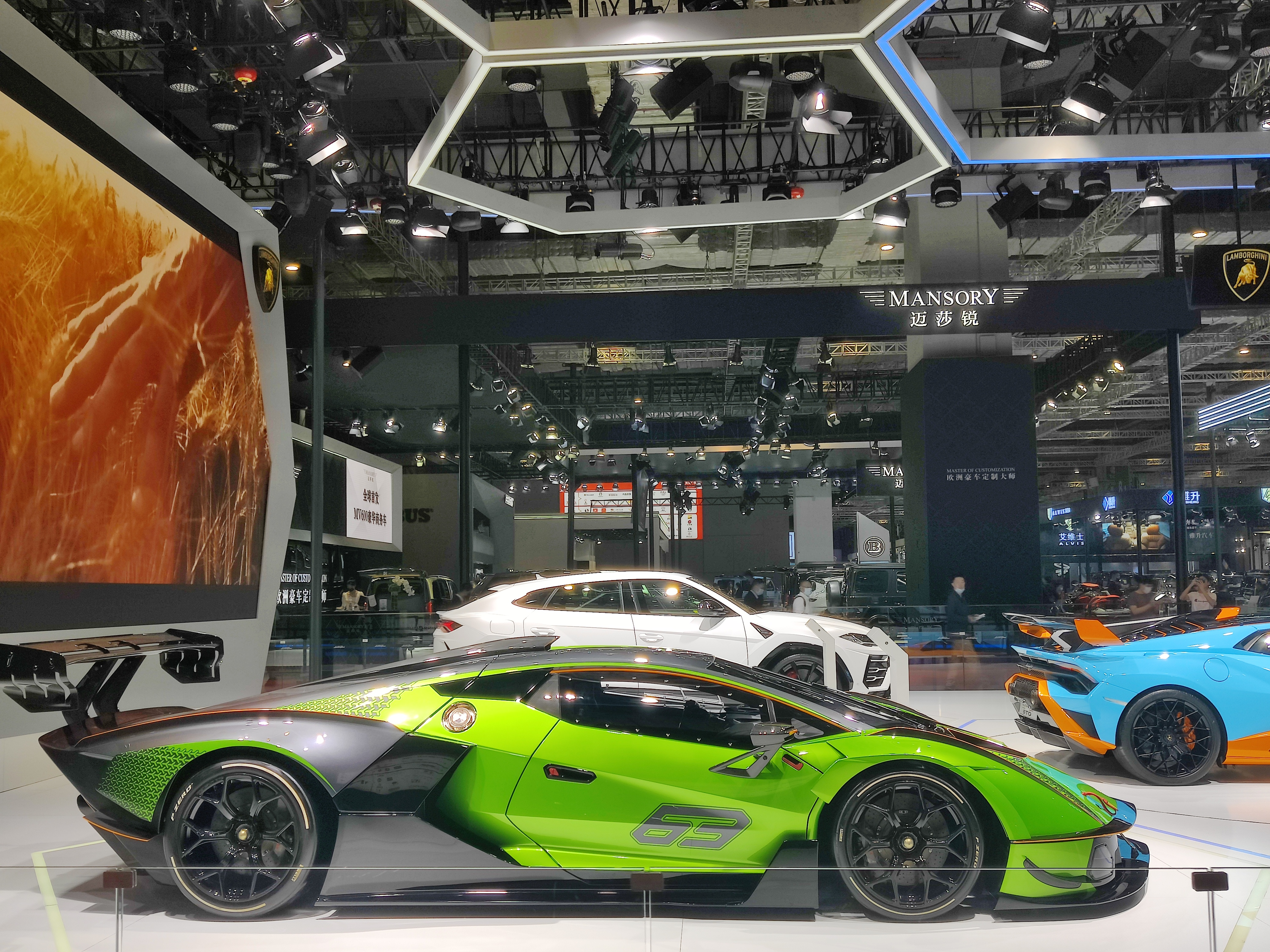
Vista lateral.

Utiliza el mismo motor V12 de 6498 cm³ (6,5 L; 396,5 plg³) que el Aventador SVJ ajustado a las mismas especificaciones, pero una vez girado 180° para permitir que la transmisión se monte en la parte trasera. Este desarrolla una potencia de 830 CV (819 HP; 610 kW) y 832 N·m (614 lb·pie) de par motor, lograda por un sistema de inducción de aire, lo que lo convierte en el motor de aspiración natural más potente fabricado por la compañía.
El coche tiene puntas de escape especiales para reducir la contrapresión. A diferencia del Aventador SVJ, la transmisión es una unidad secuencial no sincronizada X-Trac de seis velocidades, que también sirve como un miembro estresado del chasis al soportar la suspensión de la varilla de empuje trasera. El coche tiene un diseño de tracción trasera, a diferencia de las ofertas actuales de Lamborghini con un V12. Es 136 kg (300 libras) más ligero que el Aventador SVJ y cuenta con una estructura de choque compuesta de carbono aprobada por la Federación Internacional del Automóvil (FIA) y un monocasco de fibra de carbono, que es el primero en ser homologado sin el uso de metal.
Es también el primer coche que se desarrolla de acuerdo con las reglas de seguridad del prototipo de la FIA. Tiene una relación potencia a peso de 1.66 kg por hp, que erróneamente fue declarado como "hp por kg" en el comunicado de prensa de Lamborghini.

## Diseño

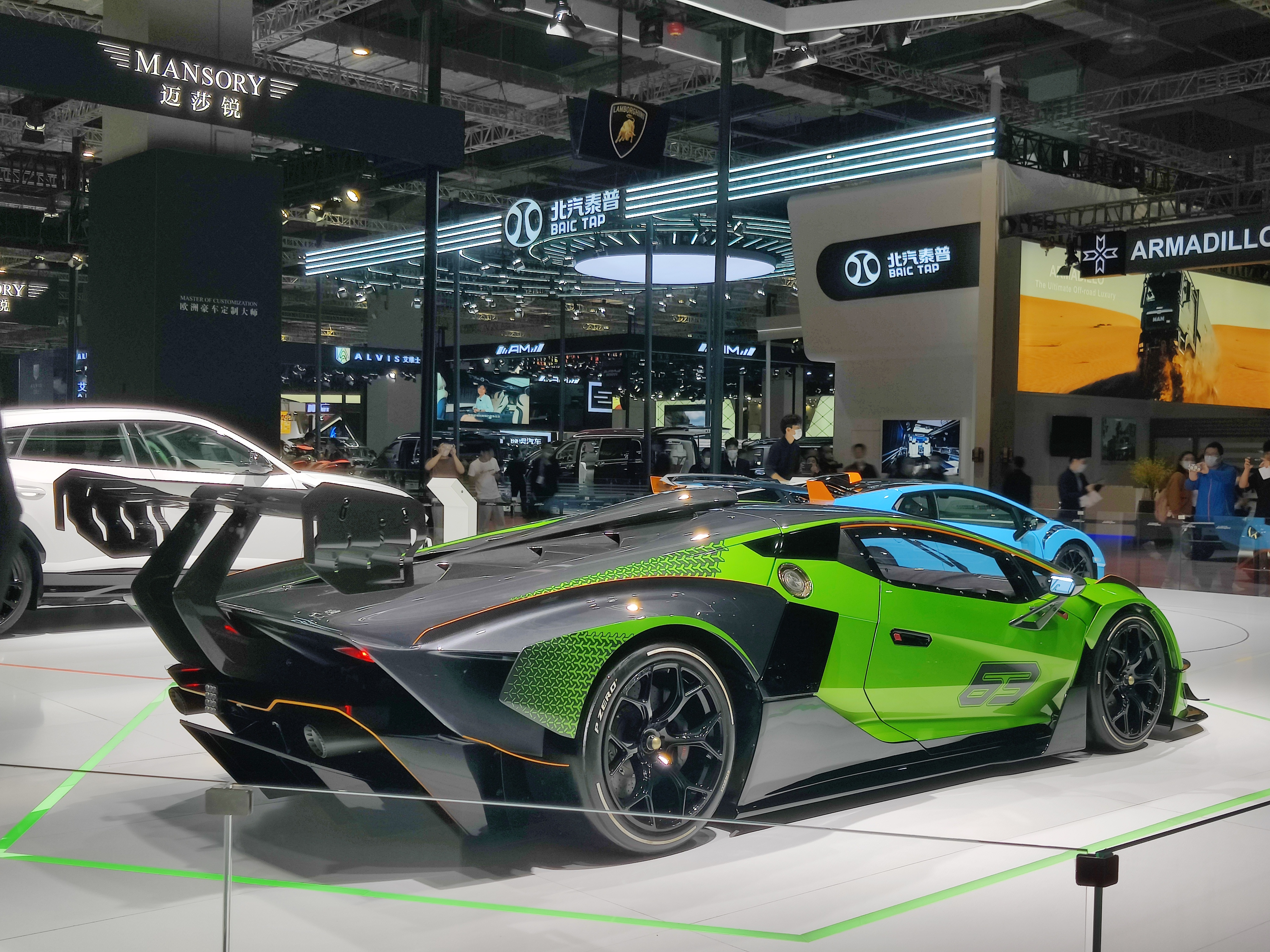
Vista lateral-trasera.

Presenta una aerodinámica inspirada en prototipos de carreras y fue desarrollado para uso exclusivo en pista. Su lenguaje de diseño agresivo lo ayuda a generar una carga aerodinámica hacia el norte de 1200 kg (2646 libras) a 250 km/h (155 mph), equivalente a más que un automóvil de carreras GT3 actual.
El divisor delantero ("splitter") y un gran alerón trasero ayudan a proporcionar carga aerodinámica. El cofre gestiona el flujo de aire en el tubo de aire montado en el techo que enfría el motor. Viene con frenos de disco Brembo y está equipado con slicks de carreras Pirelli, con rines de 19 pulgadas (48,3 cm) en la parte delantera y rines de magnesio de 20 pulgadas (50,8 cm) en la parte trasera.
Inspirado en los modelos de carreras del Lamborghini Huracán, utiliza dobles entradas y una costilla central en el cofre delantero, dirigiendo el flujo de aire a la cuchara del techo de aire de ariete para aumentar la presión de aire estática en el múltiple de admisión. Esto crea un mayor flujo de aire a través del motor y, en última instancia, aumenta la potencia de salida. Reconocida como "sobrealimentación aerodinámica" por Lamborghini, esta tecnología le permite producir más potencia a medida que aumenta la velocidad.

## Producción
Su producción estaría limitada a solamente 40 unidades. No es legal para uso en carretera y estaría planeado para tener su propia serie de carreras monomarca. Los coches se almacenarán en un hangar especial construido cerca de la fábrica de Sant'Agata Bolognese y así los propietarios tendrían la facilidad de monitorear sus coches a través de una aplicación vinculada a las cámaras de seguridad. Lamborghini permitiría que el cliente recibiera la entrega de su coche a pedido, lo que Maserati permite a los clientes del Maserati MC12 Corse Competizione y, a diferencia de Ferrari con sus FXX y FXX Evoluzione, 599XX y 599XX Evo y FXX K y FXX K Evo, se pueden llevar a casa en cualquier momento.
El propio fabricante se encargaría del mantenimiento y transporte de los coches a cualquiera de las pistas de clase 1 de la FIA en todo el mundo, en el caso de que el propietario no se quede con el coche. Los clientes también recibirían entrenamiento de los pilotos de carreras de Lamborghini: Emanuele Pirro y Marco Mapelli.
Las entregas comenzaron en diciembre de 2020.